# План „Козак“
Меморандумът на Руската федерация за принципите на създаване на единна държава, известен също като план Козак, предизвиква поредната политическа криза в Република Молдова.
Планът има за цел да реши конфликта за Приднестровието чрез федерализация на Молдова. За Приднестровието Меморандумът представлява край на предишната политика на Русия, която приема, че регионът ще имат еднакъв статут във федерацията с останалата част от страната. Проектът е разработен през 2003 г. от Дмитрий Козак - ключова фигура в екипа на президента Владимир Путин.

## Условия на плана
Според този план Молдова трябва да бъде „асиметрична федерация“, а на Гагаузия и Приднестровието да бъде даден специален статут. Молдова обещава да остане неутрална, да демобилизира армията си и да даде на Русия правото да разположи за период от 20 години руските войски в Приднестровието като „гарант“ за решаване на конфликти.
Предлага се компетенциите на правителството на федерална Молдова да бъдат разделени в 3 категории: на федерацията, на отделните индивиди и от обща компетентност. Долната камара, избирана чрез пропорционална избирателна система, трябва да приема законодателството с обикновено мнозинство. За всички органични закони (отнасящи се до промяната на федералната структура на властта – член 7б) ще трябва съгласието на Сената, чието представителство обаче ще бъде непропорционално по отношение на броя на населението: 13 сенатори, избрани от Федералната долна камара, 9 от Приднестровието и 4 от Гагаузия. До 2004 г. в Приднестровието живеят 14%, а в Гагаузия – 4% от общия брой на населението на Молдова. С този план приднестровските сенатори ще бъдат в състояние да блокират промени в конституцията на обединената държава. Законите, засягащи Молдова, без да се включва Приднестровието и Гагаузия, не биха могли да бъдат ратифицирани от Сената.
В последния момент, под натиска на ОССЕ и след среща с посланика на САЩ, президентът Владимир Воронин, в нощта между 24 и 25 ноември 2003 г., отказва да подпише споразумението, заявявайки, че то има скрита цел – признаването на независимостта на Приднестровието.
Преговорите са възобновени през 2005 г. в рамките на регионалната организация ГУАМ по предложениe на украинския президент Виктор Юшченко.

## История
Документът, издаден на 17 ноември 2003 г., е приет от тогавашния президент на Република Молдова Владимир Воронин. Заедно със своите предшественици (Мирча Снегур и Петру Лучински), лидери на парламентарни фракции, както и членове дипломатическия корпус, акредитиран в Кишинев, Воронин бързо обявява, че Планът Козак „предоставя уникална възможност“ да се уреди Транснистринският конфликт.
Президентът на Молдова изразява вълнението си за възможните резултати от меморандума, като дори прави сравнение между него и последиците от падането на Берлинската стена.
Високопоставени служители в Москва също изразяват ентусиазма си по отношение на ползите от Плана Козак. Веднага след създаването на Меморандума руският президент Владимир Путин намеква, че Русия ще спазва международните си ангажименти за евакуация на войските си от Приднестровието, само след като Планът Козак бъде изпълнен. Въпреки че меморандумът не включва специфични разпоредби за военни гаранции и не е подписан все още, на 21 ноември руският министър на отбраната Сергей Иванов обявява намеренията си да разположи мироопазващи сили в Приднестровието, т.е. разполагане на 2-хилядна армия до 2020 г. Той дори успява да издаде необходимите заповеди в това отношение. Няма съмнение, че този ход идва в отговор на приемането от Приднестровието на Плана Козак при условие, че Русия ще разположи своите военни сили върху територията на Република Молдова в продължение на 30 години.
Големи демонстрации срещу меморандума Козак се провеждат в Кишинев в дните след публикуването на предложението на Русия.
Седмица по-късно, само няколко часа, след като президентът Путин обявява, че ще направи посещение в Молдова, президентът Воронин решава да отложи подписването на меморандума.
Дмитрий Козак не успява да се сдържи и осъжда отказа молдовският президент да подпише вече парафирания меморандум, наричайки акта „политическа безотговорност“. Руската и приднестровската преса целенасочено изтъкват липсата на доверие в президента Воронин, както и неговата нерешителност.
По-късно през 2005 г. президентът Воронин прави изявление относно отказа от Меморандума, като заявява, че е в противоречие с молдовската конституция, която определя Молдова като неутрална държава и не може да допусне чужди войски на нейна територия, докато страната не може да се присъединява към военни съюзи.

## Аргументи за отлагане
За да аргументира действията си, президентът Воронин оповестява причините, които стоят зад решението му да отложи подписването меморандума Козак. Тези аргументи идват в отговор на обвиненията в „политическа безотговорност“.
На първо място президентът посочва, че 70% от Плана Козак е Планът от Кишинев, Русия има второстепенната роля на посредник по неговите детайли. Ако е така, възниква въпросът, защо Кремъл настоява толкова много за приемане на меморандума?
На второ място подписването на меморандума е отложено, тъй като Приднестровието отказва да приеме документа, който трябва да бъдат подписан също от гагаузкия управител. Странното е, че първата част на Меморандума очертава, че Република Молдова и Приднестровието постигат споразумение за уреждане на Транснистринския конфликт. Гагаузия обаче не е част от този конфликт.
На трето място президентът навярно е нащрек от думите на Смирнов за необходимостта да има руски военни, разположени в Република Молдова за още 30 години.
На четвърто място отказът да подпише меморандума се дължи на някои „хитрости във формулировката“, които позволяват термини като Приднестровска република Молдова да намерят място в документа.
Президентът Воронин смята, че такава формулировка може да означава признаване на независимостта на Приднестровието, особено ако то реши да откаже да прилага Меморандума след неговото подписване. Странното е, че през седмицата, в която Меморандумът е публикуван, молдавските експерти не успяват да забележат тези „хитрости във формулировката“ и дори подкрепят подписването му, факт, потвърден по време на срещата с дипломатическия корпус, акредитиран в Кишинев.
Последната причина за отлагане на подписването меморандума е, че „Ние трябва да съгласуваме целия процес по изготвяне на Меморандума с интензивни дипломатически кампании с участието на ОССЕ, ЕС, НАТО, Съвета на Европа и другите европейски структури... уреждане на Приднестровския конфликт зад гърба на Европа ще бъде извън разбирането на европейските институции...“

## Позиция на ОССЕ
Няма съмнение, че подписването на Меморандума е отложено поради факта, че той е разработен „зад гърба на Европа“. По време на телефонен разговор с президента Воронин председателят на ОССЕ Яп де Хоп Схефер очертава опасенията, изразени от редица страни-членки на ЕС по отношение на Плана Козак, а именно:
- липса на яснота относно предложеното разделение на правомощията между централното правителство и отделните елементи на федерацията;
- абсолютно вето, предоставено на Приднестровието в продължение на най-малко 10 години;
- липса на приемлива система за международни гаранции;
- въпросът за бъдещите военни гаранции трябва също да има международно одобрение.

## Реакция на опозицията
Опозицията в Молдова реагира на Плана Козак по традиционния начин: бойкот на заседанията на Парламента, публични декларации и протестни митинги. Президентът Воронин е обвинен в държавна измяна за готовността си да подпише руския меморандум. Според опозиционните партии изпълнението на Плана Козак ще подкопае независимостта и суверенитета на Република Молдова и ще я свърже Руския. От друга страна опозицията отбелязва, че в този си вид Конституцията може да се промени, но не заменя с нова, както Планът Козак предвижда.
Седмица след публикуване на Меморандума основните опозиционни сили на Република Молдова, както парламентарни, така и извънпарламентарни, създават Комисия за защита на независимостта на Република на Молдова и Конституцията. Аргументите, цитирани в декларациите и жалбите, издадени от Комисията, са в унисон с тези, цитирани от международните организации и ОССЕ.